# Domino (film, 1988)
Pour les articles homonymes, voir Domino.
Pour plus de détails, voir Fiche technique et Distribution.
Domino est un film italien réalisé par Ivana Massetti et sorti en 1988.

## Synopsis
Domino est une femme séduisante et énigmatique de trente ans, réalisatrice vidéo, vide sans amour dans sa vie. Lorsqu'un mystérieux appelant stimule de manière provocante ses désirs les plus profonds, elle change son style de vie pour transformer ses rêves et ses désirs les plus intimes en une réalité érotique.

## Fiche technique
- Réalisation : Ivana Massetti
- Scénario : Gérard Brach, Ivana Massetti
- Production :  Overseas FilmGroup, Taurus Entertainment Company
- Photographie : Tonino Nardi
- Lieu de tournage :  Cinecittà Studios, Cinecittà, Rome
- Musique : Alessandro Murzi, Massimo Terracini
- Genre : Drame[1]
- Montage : Anna Rosa Napoli
- Durée : 97 min
- Date de sortie: 
  - Italie : 2 novembre 1988

## Distribution
- Brigitte Nielsen : Domino
- Tomas Arana : Gavros
- Kim Rossi Stuart : Eugene
- Stéphane Ferrara : Paul Du Lac
- Cosimo Fusco
- Pascal Druant : Victor
- Cyrus Elias : Alex
- Geretta Geretta : Gabriele